# ليغنان
مركبات الليغنان هي مجموعة من المركبات الكيميائية التي توجد بشكل طبيعي في النباتات، وتصنف على أنها ناتج طبيعي من صنف متعددات الفينول.

## التحضير
يحضر الليغنان من فينيل ألانين عن طريق تفاعل ديمرة لكحولات مستبدلة ومشتقة من حمض السيناميك، وتعرف باسم مونوليغنول (أحادي الليغنول) 1، وذلك إلى هيكل كربوني من ثنائي بنزيل البوتان 2. يحفز هذا التفاعل بواسطة إنزيمات خاصة بتفاعل الأكسدة.

## الخصائص
تكون مركبات الليغنان ذات شكل بلوري عديم اللون والرائحة، وتصنف حيوياً على أنها إحدى الفئات الرئيسية من مركبات فيتوإستروجين، وهي مركبات من الإستروجين ذات خصائص مضادة للأكسدة.
إن العديد من النواتج الطبيعية والمشتقة من فينيل بروبانويد تكون على هيئة وحدات من النمط C6C3

## أمثلة
من الأمثلة على مركبات الليغنان هي بينوريزينول وبودوفيلوتوكسين. عندما يدخل النبات في غذاء الإنسان، فإن بعض مركبات الليغنان تستقلب من بكتريا الأمعاء إلى مشتقات مثل إنتيروديول (1) و إنتيرولاكتون (2).

## اقرأ أيضاً
- ليغنين